# Squat

Symbol współczesnych skłotersów

Squat (spolszczane skłot) – potocznie, opuszczona nieruchomość, zajęta przeważnie bez zgody właściciela.

## Opis
Skłotersi albo dzicy lokatorzy (tj. osoby zajmujące taką nieruchomość) mają różne motywacje. Często kierują się potrzebą zapewnienia sobie dachu nad głową w obliczu rosnących kosztów mieszkań. Skłotersi powołują się m.in. na powszechną deklarację praw człowieka, mówiącą o prawie do mieszkania. które jest dla nich ważniejsze od prawa własności. Zajmowanie nieużywanych nieruchomości może być też formą protestu przeciwko polityce urbanistycznej i wykluczeniu mieszkaniowemu. Skłotowanie bywa też częścią szerszych ruchów społecznych, które walczą o prawa lokatorskie, sprawiedliwość społeczną oraz zrównoważony rozwój urbanistyczny, w tym także ruchów anarchistycznych. Skłoty mogą pełnić funkcję miejsc wspólnotowych, gdzie organizowane są wydarzenia kulturalne, artystyczne i edukacyjne, promujące wartości takie jak solidarność i współpraca.
Skłoty są zajmowane bez zgody właściciela lub instytucji zarządzających nieruchomością, co w większości krajów jest nielegalne. Podejście poszczególnych krajów do skotersów może się jednak różnić. W Wielkiej Brytanii za skłoting grozi kara do 6 lat więzienia i/lub kara pieniężna. W Hiszpanii nie jest on wyraźnie dozwolony, jednak pewne warunki mogą zapewnić skłotersom pewien poziom legitymacji prawnej. W Polsce skłoty są zasadniczo nielegalne, ale podejście władz w poszczególnych przypadkach bywa różne – np. podczas likwidacji skłotu Elba na warszawskim Żoliborzu policja, która spotkała się z oporem skłotersów, użyła przeciw nim gazu; z kolei w przypadku skłotu Wagenburg we Wrocławiu właściciel obiektu dał mieszkańcom czas na opuszczenie miejsca, a Urząd Miasta prowadził z nimi rozmowy na temat możliwości kontynuowania działalności w innym lokalu.

## Historia
Skłoting, tj. zajmowanie pustostanów lub opuszczonej ziemi należącej do latyfundystów, ziemian i kościoła, jest silnie umocowany w historii. W Anglii jego wyraźne ślady zarysował w XVII wieku ruch „Diggersów” – chłopów bezrolnych uprawiających tereny leżące odłogiem. Kierunek wytyczony m.in. przez Diggersów kontynuuje, wśród innych, powstały w Ameryce Łacińskiej ruch rolników bez ziemi Via Campesina. W Polsce, kwartały miejskie i osady tworzone „na dziko”, powstawały masowo m.in. w dwudziestoleciu międzywojennym, jako wynik zbyt wysokich czynszów nakładanych na rodziny robotników najemnych i stwarzanej przez to tzw. nędzy mieszkaniowej – ogromnego przeludnienia izb mieszkalnych, charakteryzującego duże miasta pozbawione budownictwa komunalnego. Spośród warszawskich dzielnic międzywojnia, skłoting najwyraźniej zarysował się na Powązkach, Młocinach, Elsnerowie i na Paluchu, a także na peryferiach, m.in. w Markach. Po drugiej wojnie światowej, masowe zajmowanie pustostanów nastąpiło zwłaszcza w miastach zniszczonych – Warszawie, Roterdamie, Londynie, Dreźnie itp. Posługując się materiałami Biura Odbudowy Stolicy, np. kolektyw Syrena podaje w historii zajętej przez siebie kamienicy (ul. Wilcza 30), iż na przełomie lutego i marca 1945 roku żyło w niej na dziko 50 osób. Także zrujnowana kamienica, w której mieszkała działaczka lokatorska Jolanta Brzeska, zasiedlona była w 1945 roku na dziko przez mieszkańców (m.in. przez jej ojca), którzy odbudowali ją i z czasem otrzymali przydział na lokale komunalne (budownictwo komunalne w Polsce powstało ok. 80 lat po stolicach innych państw europejskich, dopiero w PRL).

## Skłoting w czasach współczesnych

### Anarchistyczne skłoty

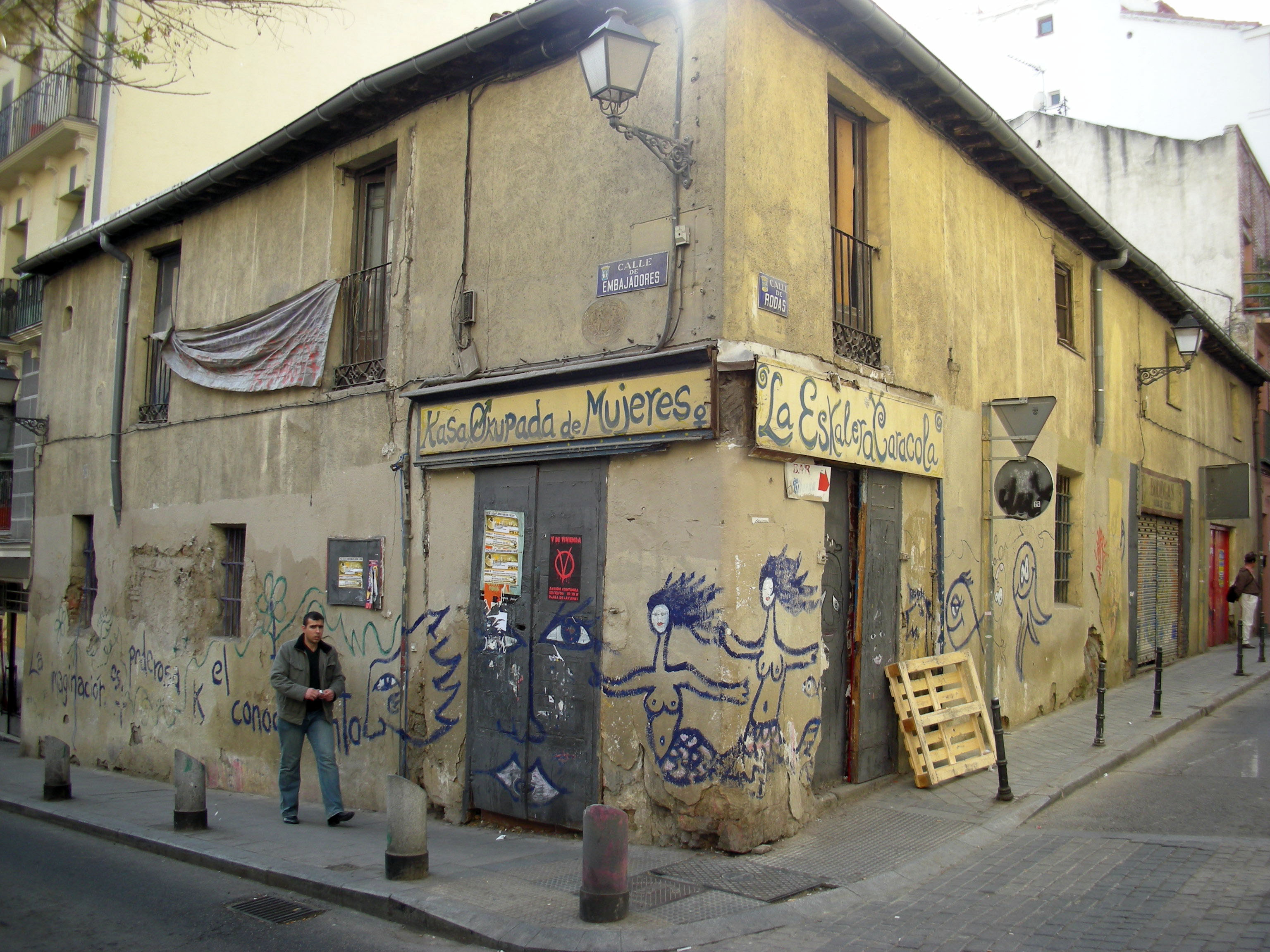
Squat Eskalera Karakola w Madrycie

Skłoting stanowi współcześnie także wyraźną część działań ruchu anarchistycznego. W takim ujęciu skłoty częstokroć, oprócz funkcji mieszkalnych, spełniają też inne role: są siedzibami oddolnych związków zawodowych (w Polsce – OZZ Inicjatywa Pracownicza), grup lokatorskich (Warszawskie Stowarzyszenie Lokatorów, Wielkopolskie Stowarzyszenie Lokatorów), zapewniają wsparcie prawne i bezpośrednie w walkach pracowniczych, mieszkaniowych oraz dla więźniów i imigrantów (Anarchistyczny Czarny Krzyż, Migracja to nie zbrodnia). Pełnią także rolę centrów alternatywnej kultury, edukacji itp. Występują w niemal każdym większym mieście Europy.
Szczególnie dużo skłotów (kilkaset) występuje w Barcelonie i Amsterdamie. Czasem skłotowane są całe ulice lub znaczna część domów w jednej dzielnicy – taka sytuacja miała miejsce np. do początku lat dziewięćdziesiątych na berlińskim Kreuzbergu oraz do dziś w kopenhaskiej Christianii, będącej de facto miastem w mieście.

### Prawicowe i nacjonalistyczne skłoty

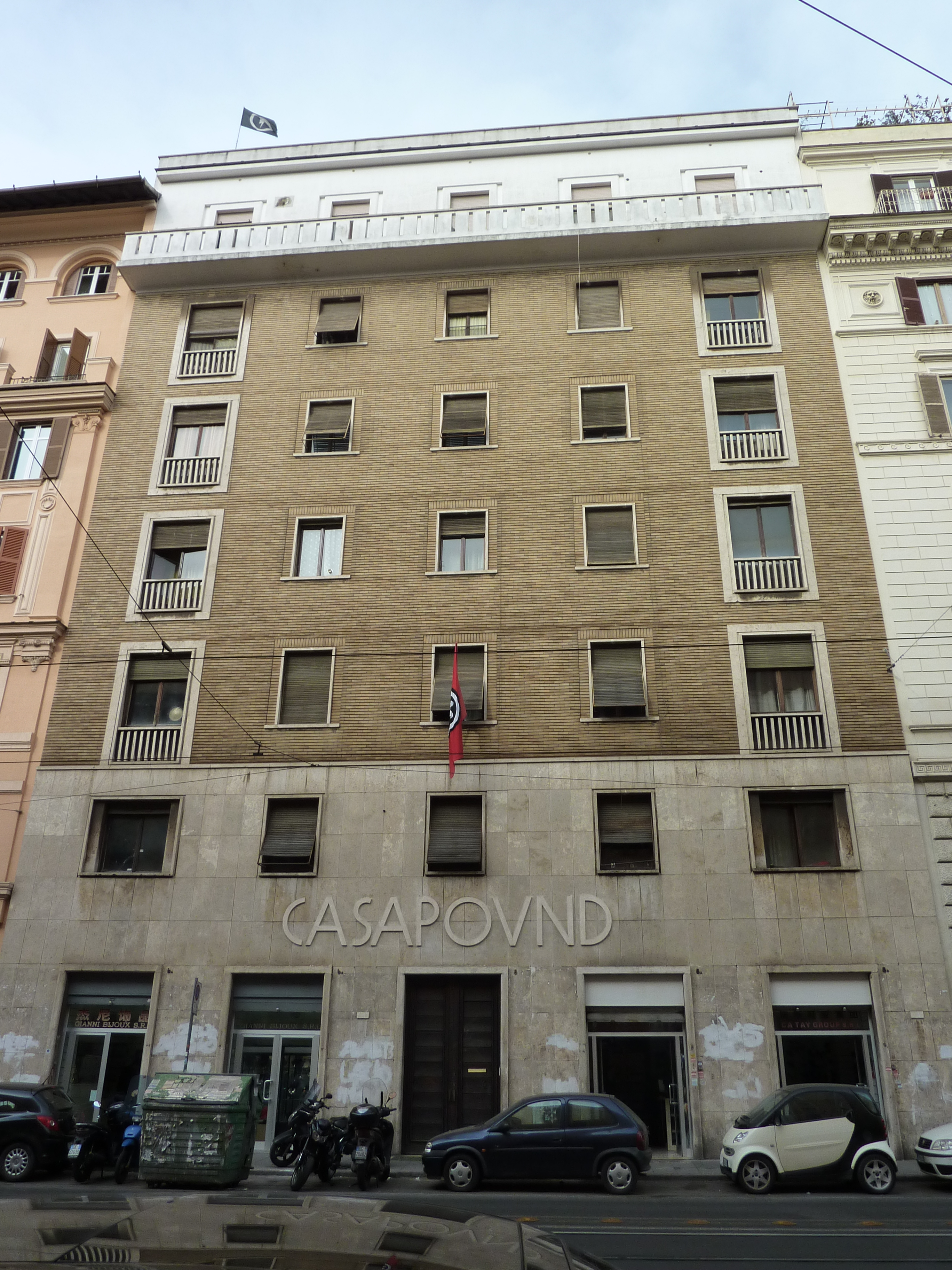
Neofaszystowski squat CasaPound – budynek przy Via Napoleone III w Rzymie, centrum prawicowej kultury i siedziba ruchu politycznego

Od lat 1980 we Włoszech zaczęły powstawać skłoty inspirowane ideami neofaszyzmu i Trzeciej Pozycji. Jednymi z pierwszych skrajnie prawicowych skłotów były założone przez działaczy młodzieżówki prawicowej partii Movimento Sociale Italiano „Il Bartolo” oraz „spazio libero PortAperta” w którym odbywały się koncerty neofaszystowskich zespołów. W 2002 roku powstał CasaMontag. Najbardziej znanym istniejącym obecnie skrajnie prawicowym skłotem jest centrum CasaPound, mieszczące się w kamienicy przy Via Napoleone III w Rzymie. Budynek zajęli w 2003 roku działacze młodzieżówki Fiamma Tricolore, w 2008 roku powołali oni niezależny ruch CasaPound Italia, którego aktywiści zajęli kolejne pustostany na potrzeby prawicowych centrów kultury. W 2017 roku działacze partii Forza Nuova zajęli pomieszczenia w Rzymie, gdzie utworzyli jadłodajnię i lokal partyjnej młodzieżówki. Na bazie doświadczeń CasaPound, hiszpańscy nacjonaliści utworzyli ruch HogarSocial i dokonali zajęcia kilku pustostanów w Madrycie. Francuscy nacjonaliści związani ze studencką organizacją Groupe Union Défense powołali ruch Bastion Social i zajęli pustostan w Lyonie. Bastion Social został zdelegalizowany w 2019 roku dekretem Emmanuela Macrona. Francuscy identytaryści zajęli w 2018 roku budynek w Angers i stworzyli centrum społeczne "L'Alvarium".
W 2014 roku w trakcie Euromajdanu, ukraińscy nacjonaliści zajęli opuszczony budynek przy ulicy Tarasa Szewczenki w centrum Kijowa. Początkowo był on siedzibą Batalionu Azow, w 2016 budynek zmieniono w młodzieżowe centrum nacjonalistyczne pod nazwą „Dom Kozacki” (ukr. Козацький Дім).

### W Polsce

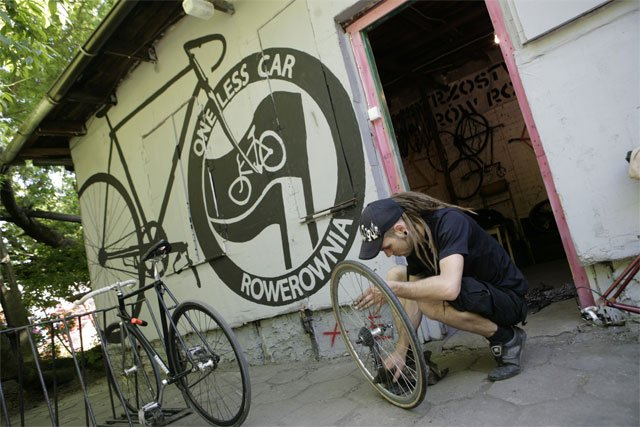
Warsztat rowerowy funkcjonujący w squacie Rozbrat w Poznaniu (2010)

W Polsce skłoty znajdują lub znajdowały się m.in. w Poznaniu (Rozbrat ul. Pułaskiego, odzysk ul. Paderewskiego), Wrocławiu (Kromera, Free Dom, Kwatera, Wagenburg, Centrum Reanimacji Kultury, Dom Socjalny im. Piotra Kropotkina, Pandemia, Samowolka), Warszawie (Cytadela, Czarna Żaba, Przychodnia, Syrena, Elba, Fabryka), Krakowie (Carandiru, ul. Wielicka), Gdyni (Brovary Hills), Gliwicach (Krzyk), Częstochowie (Elektromadonna), Białymstoku (De Centrum), w Grudziądzu (Szach), Sosnowcu (Latryna, M9), Gdańsku (Rzeźnia, NKS 3-Jan), w Rudzie Śląskiej (Berza), w Białej Podlaskiej (Zakaźny), w Łodzi (Węglowa oraz squat przy ul. Kilińskiego 210), w Pabianicach (przy ul. Kościuszki), w Lublinie (Tektura, ZA\\TARG), w Andrychowie (Karton) i w Piotrkowie Trybunalskim (Sigmatex).